# 基底 (位相空間論)
数学の位相空間論周辺分野における開集合の基（基底）、開基（開基底）あるいは単に基（き、英: base, basis; 基底）とは、位相空間 X の部分集合族 B で、X の位相 T（即ち X の開集合全体の成す族）に属する任意の開集合が、B の元の合併として表せるものを言う。このとき開基 B は位相 T を生成すると言い表す。同様に閉集合を生成する閉集合の基底（閉基）も考えられる。基底の概念は、位相空間に関する多くの性質が、その空間の位相を生成する基に関する主張に簡約化することができ、また、多くの位相が、それを生成する基底の言葉で定義すればもっとも簡明に述べられる、というような点で有用である。

## 定義
{\displaystyle (X,{\mathcal {O}})} を位相空間とする。
{\displaystyle {\mathcal {B}}\subset {\mathcal {O}}} が {\displaystyle {\mathcal {O}}} の開基である {\displaystyle \textstyle {\stackrel {\mathrm {def.} }{\Leftrightarrow }}\,\forall U\in {\mathcal {O}},\exists {\mathcal {S}}\subset {\mathcal {B}}\,\,\mathrm {s.t.} \,\,U=\bigcup {\mathcal {S}}}

## 性質
開基の重要な性質を二つ挙げる：
1. 開基の元は、全体空間 X を被覆する。
2. B1, B2 が開基の元で、それらの交わりを I とすると、I の各点 x に対し、開基の元 B3 で x を含み I に含まれるものが取れる。

X の部分集合族 B が上記の条件のうちの何れかでも満たさないならば、B は X 上のどのような位相の開基にもならない（しかし、X のどんな部分集合族も準開基になる）。逆に、B が上記に条件のどちらも満たすならば、B を開基とする X の位相が一意的に定まり、B によって生成された位相と呼ばれる（この位相は開集合系として、B を含む X の任意の位相すべての交わりに一致する）。このようにして位相を定義する手法は広く用いられる。集合族 B が X 上の位相を生成するための十分だが必要でない条件の一つは、B が交叉に関して閉じていることである。この場合であれば、上記の性質において常に B3 = I と取ることができる。
例えば、実数直線における開区間全体の成す族は、実数直線上のある位相の開基になる。実際、任意の二つの開区間の交わりは、それ自身開区間であるか、または空集合である。実は、この開基の生成する位相は実数直線における通常の位相である。
しかし、一つの位相に関してその開基は一意的には決まらない。複数の開基が（たとえ大きさが異なるものであっても）、同じ位相を生成し得るのである。例えば、端点が有理数であるような開区間の全体も、端点が無理数であるような開区間の全体も、ともにやはり実数直線の通常の位相を生成するが、これら二つの集合族はまったく交わりを持たず、またともに開区間全体の成す開基に含まれる。線型代数学におけるベクトル空間の基底の場合とは対照的に、開基は極大であることを要しない（実際、ただ一つ存在する極大開基は、開集合系としての位相自身に一致してしまう）。実は、開基 B の生成する位相を備えた空間 X において、任意の開集合を開基 B にさらに追加しても、生成される位相には何らの変化も生じないのである。開基が取り得る最小の濃度を、その位相空間の荷重または重み (weight) と呼ぶ。
開基とならないような開集合族の例としては、a を実数として (−∞, a) および (a, ∞) なる形に書ける半無限区間全体の成す集合 S が挙げられる。この S は実数直線 R 上のどんな位相の開基にもならない。これを示すために、仮にそのような位相が存在したとして、例えば (−∞, 1) と (0, ∞) はともに開基 S の元ひとつからなる合併、従って S の生成する位相に関する開集合であり、それらの交わり (0,1) もまたそうであるはずだが、一方 (0, 1) が S の元の合併として書くことができないことは明らかである。先に挙げた開基の特徴付けを使って言えば二つ目の性質が成り立たない、これは交わり (0,1) の内部に「嵌る」ような開基の元が無いということである。
位相の開基が与えられたとき、列または有向点族の収斂性を示すには、開基の元で想定される極限を含むようなもの全てについて、その列または有向点族が殆ど含まれる (eventually in) ことを示せば十分である。

## 開基から定まる概念
- 順序位相はふつう、与えられた順序に関する開区間の族を開集合の基として定義される。
- 距離位相はふつう、開球体全体の成す族が生成する位相として定義される。
- 第二可算空間は可算基を持つ。
- 離散位相は一点集合の全体を開基に持つ。

## 性質
- 開集合 U の各点 x に対して、x を含み U に含まれるような開基の元が存在する。
- 位相 T2 が別の位相 T1 よりも細かいための必要十分条件は、各点 x と x を含む T1 の開基の元 B に対して、x を含む T2 の開基の元で B に含まれるようなものが取れることである。
- B1, B2, …, Bn がそれぞれ位相T1, T2, …, Tn の開基ならば直積集合 B1 × B2 × … × Bn は積位相 T1 × T2 × ... × Tn の開基になる。無限積の場合には、有限個の例外を除く全ての開基を全体空間とすることを除けば従前の通りである。
- B が空間 X の開基で Y を X の部分空間とすると、開基 B の各元と Y との交わりをとって得られる集合の全体は、部分空間 Y の開基となる。
- 写像 f: X → Y が X の開基の任意の元を Y の開集合に写すならば、f は開写像である。同様に、Y の開基の任意の元の逆像が X の開集合であるならば、f は連続写像である。
- X の部分集合族 S が X 上の位相となるための必要十分条件は、S が自分自身を生成する（つまり S が生成する位相が S 自身に一致する）ことである。
- X の部分集合族 B が位相空間 X の開基となるための必要十分条件は、X の各点 x において、B の元で x を含むようなもの全体の成す B 部分族が、x の局所基を成すことである。

## 閉集合の基
空間の位相を記述することについては、閉集合も開集合と同等の能力を有する。それゆえに、位相空間の閉集合に対しても、開基と双対的な基底の概念というものが存在する。与えられた位相空間 X に対し、X の閉集合の基底（閉集合基、閉基）とは、閉集合族 F で、任意の閉集合 A が F の元の交わりとなるようなものを言う。
言い換えれば、与えられた閉集合族 F が閉基を成すのは、各閉集合 A と A に属さぬ各点 x に対し、A を含み x を含まぬような F の元が存在するときである。
F が X の閉基であるための必要十分条件が「F の元の補集合全体からなる族が X の開基となること」であることを確かめるのは容易である。
F を X の閉基とすると
1. ∩F = ∅
2. F の各元 F1, F2 に対してその合併 F1 ∪ F2 は F のある部分族の交わりに書ける（即ち、F1 にも F2 にも含まれない任意の x に対し、F の元 F3 で F1 ∪ F2 を含むが x を含まない者が存在する）。

が成り立つ。集合 X の部分集合族でこの二条件を満たすようなものは、X 上のある位相の閉基を成す。この位相に関する閉集合の全体は、F の元の交わりとして書けるもの全体にまったく一致する。
場合によっては開基よりも閉基を考えたほうが有効であることもある。例えば、空間が完全正則であるための必要十分条件は、その上の函数の零点集合の全体が閉基を成すことである。任意の位相空間 X について、その上の函数の零点集合の全体は、X 上の何らかの位相の閉基を成す。この位相は、もともとの位相よりも粗い X のうちで最も細かい完全正則位相である。同様の流れで、アフィン空間 An 上のザリスキー位相は多項式函数の零点集合を閉基として定義される。

## 荷重と指標
(Engelking 1977, pp. 12, 127--128) で確立された概念について述べる。位相空間 X は固定して考える。X の荷重 (weight) w(X) を開基の最小濃度とし、ネットワーク荷重 (network weight) nw(X) をネットワークの最小濃度、X の点 x における点指標 (character of a point) χ(x, X) は x の近傍基の最小濃度、および X の指標 (character) χ(X) を sup{χ(x, X) : x ∈ X} で定める。
ここで、ネットワークとは、集合族 {\displaystyle {\mathcal {N}}} であって、各点 x と x の開近傍 U に対して適当な {\displaystyle B\in {\mathcal {N}}} を選べば x ∈ B ⊆ U とすることができるものを言う。
指標や荷重を計算することが有用な点は、どのような種類の基や局所基が存在しうるかを知ることができるということである。以下のような事実が成り立つ：
- 明らかに nw(X) ≤ w(X) が成り立つ。
- X が離散的ならば w(X) = nw(X) = |X| が成り立つ。
- X がハウスドルフならば、nw(X) が有限となる必要十分条件は X が有限離散空間となることである。
- B が X の開基ならば、位数が |B′| = w(X) となるような開基 B′ ⊆ B が存在する。
- N が x ∈ X の近傍基ならば、位数が |N′| = χ(x, X) を満たす近傍基 N′ ⊆ N が存在する。
- f: X → Y を連続写像とすると、nw(Y) ≤ w(X) が成り立つ。これは単に、X の各開基 B に対して Y-ネットワーク f−1B := {f−1(U) : U ∈ B} を考えればよい。
- (X, τ) がハウスドルフならば、より弱いハウスドルフ位相 (X, τ′) で w(X, τ′) ≤ nw(X, τ) となるものが取れる。より強く、X がさらにコンパクトならば τ′ = τ と取れて、最初の事実と合わせて nw(X) = w(X) を得る。
- f: X → Y がコンパクト距離化可能空間からハウスドルフ空間への連続な全射ならば Y はコンパクト距離化可能である。

最後に挙げた事実は、像 f(X) はコンパクトハウスドルフ、従って nw(f(X) = w(f(X)) ≤ w(X) ≤ ℵ0 となること（コンパクト距離化可能空間は第二可算である必要がある）と、コンパクトハウスドルフ空間が距離化可能であるのはちょうどそれが第二可算であるときであるという事実とから従う。
（このことを応用して、例えば、ハウスドルフ空間における任意の道 (path) はコンパクト距離化可能であることなどがわかる）。

### 開集合の昇鎖
上記の概念を用いて、適当な超限基数 κ に対して w(X) ≤ κ であるものと仮定する。このとき、長さが κ+ 以上になる開集合の真の増加列は存在しない（同じことだが、閉集合の真の増加列も存在しない）。
これを（選択公理抜きに）確認するには、開基 (Uξ)ξ∈κ を固定して、結論に反して (per contra) (Vξ)ξ∈κ+ が開集合の真の増加列であるものと仮定する。これは 任意の α < κ+ に対して Vα ∖ ∪ξ<α Vξ が空でないという意味である。x ∈ Vα ∖ ∪ξ<α Vξ をとると、先ほど固定した基底を活用して適当な Uγ で x ∈ Uγ ⊆ Vα となるものを見つけることができる。この方法で写像 f: κ+ → κ を、各 α を Uγ ⊂ Vα かつ Uγ が Vα ∖ ∪ξ<α Vξ と交わりを持つような最小の γ へ写すものとして矛盾なく定義できる。この写像が単射であることが確かめられる（さもなくば、α < β で f(α) = f(β) = γ となるものが存在し、そこからさらに Uγ ⊆ Vα かつ Vβ ∖ ∪ξ<α ⊆ Vβ ∖ Vα と交わることが従うが、これは矛盾である）が、これは κ+ ≤ κ を示すこととなり矛盾である。